# Date mich Billy Walsh!
Date mich Billy Walsh! (Originaltitel How to Date Billy Walsh) ist ein britischer Spielfilm aus dem Jahr 2024 mit Sebastian Croft, Charithra Chandran und Tanner Buchanan, der unter der Regie von Alex Pillai nach einem Drehbuch von Greer Ellison und Alexander J. Farrell entstand. Auf Prime Video wurde die romantische Komödie am 5. April 2024 veröffentlicht.

## Handlung
Die Teenager Amelia und Archie sind seit ihrer Kindheit miteinander befreundet. Archie ist heimlich in Amelia verliebt. Als er den Mut aufbringen möchte, ihr seine Gefühle zu gestehen, verliebt sich Amelia in den neuen amerikanischen Austauschstudenten Billy Walsh. Archie versucht nun zu verhindern, dass die beiden zusammenkommen, dabei riskiert er allerdings die Freundschaft zu Amelia.

## Besetzung und Synchronisation
Die deutschsprachige Synchronisation übernahm die TV+Synchron. Dialogregie führte Karin Grüger, das Dialogbuch schrieb Andreas Barz.
| Rolle         | Darsteller                | Synchronsprecher           |
| ------------- | ------------------------- | -------------------------- |
| Billy Walsh   | Tanner Buchanan           | Flemming Stein             |
| Amelia        | Charithra Chandran        | Lina Rabea Mohr            |
| Archie        | Sebastian Croft           | Sebastian Fitzner          |
| George Arnold | Tim Downie                | Jaron Löwenberg            |
| Lilly Arnold  | Lucy Punch                | Damineh Hojat              |
| Maggie        | Luyanda Unati Lewis-Nyawo | Juliane Schöttler          |
| Mr. Atkins    | Guz Khan                  | Tobias Müller              |
| Rupert Brown  | Kunal Nayyar              | Philipp Andreas Reinheimer |
| William       | Nick Frost                | Olaf Reichmann             |
| alter Mann    |                           | Hanns Jörg Krumpholz       |

## Produktion und Hintergrund
Der Film wurde von der britischen Future Artists Entertainment produziert, als Produzenten fungierten Matt Williams und Neil Jones, Executive Producer waren Piers Tempest, Merlin Merton und Sebastian Street.
Die Kamera führte Hamish Doyne-Ditmas, die Musik schrieb Rob Lord, die Montage verantwortete Matt Platts-Mills und das Casting Rob Kelly. Das Production-Design gestaltete Julian Nagel, das Kostümdesign Eleanor Baker, den Ton Jonathan Wyatt und die Maske Chloe Edwards. Ursprünglich war eine Veröffentlichung für den 8. September 2023 vorgesehen.

## Musik
- Blonde – Maisie Peters[9]
- Like A Girl – Lizzo
- Shehron Ke Raaz – Prateek Kuhad
- Stupid – Ashnikho feat. Baby Tate
- Mississippi Queen – Joyous Wolf
- Hell Yes – Beck
- Wet Dream – Wet Leg
- Weirdos – Black Honey
- Levitating – Dua Lipa
- About Damn Time – Lizzo
- Hot In It – Tiësto & Charli XCX
- I Won’t Give Up – Jason Mraz
- Swan Song – Victoria Canal
- More – Sam Ryder
- Afraid to Feel – LF System
- John Hughes Movie – Maisie Peters
- Tongue Tied – Group Love

## Rezeption
Oliver Armknecht vergab auf film-rezensionen.de sechs von zehn Punkten. Originell sei das nicht, zumal der Film erstaunlich wenig in die Emotionen als solche investiere. Amüsant sei die Liebeskomödie aber schon, habe einige witzige Einfälle und einen tollen Hauptdarsteller.